# Liste der Brücken in Berlin/F

## Erläuterung
- (Musterbrücke) = in Klammern gesetzt: namenlose Brücken.
- Musterbrücke = kursiv gesetzt: ehemalige Brücken. (Siehe ausführlich: Aufbau der Listen)

| Fotografie | Name der Brücke                                           | Ortsteil                       | Anmerkungen | Lage   |
| --- | --------------------------------------------------------- | ------------------------------ | --- | ------ |
| | Fabeckstraßenbrücke                                       | Dahlem                         | Die Fabeckstraßenbrücke führt die Fabeckstraße über die in einem Einschnitt verlaufende Trasse der U-Bahn-Linie U3. Die Brücke leitet ihren Namen von der über sie verlaufenden Fabeckstraße ab, die nach Hugo von Fabeck benannt ist. – Von der Fabeckstraße besteht mittels eines Aufzuges Zugang zum U-Bahnhof Dahlem-Dorf. | Karten |
| | Fahlenbergbrücke Neue Fahlenbergbrücke                    | Müggelheim                     | Die Neue Fahlenbergbrücke ist eine Straßenbrücke über den Gosener Kanal am Kilometer 3,41 der künstlichen Wasserstraße. Sie führt die Gosener Landstraße zwischen Müggelheim und Gosen über den Kanal. Wegen ihres schlechten Bauzustandes war ein Abriss der bisherigen Brücke erforderlich. Seit Oktober 2022 war 100 m südlich eine Behelfsumfahrung mit Behelfsbrücke in Betrieb. Nach 20-monatiger Bauzeit wurde im Juli 2024 ein Ersatzneubau für den Verkehr freigegeben. | Karten |
| | Falkenberger Brücke                                       | Neu-Hohenschönhausen           | Die Straßenbrücke am S-Bahnhof Hohenschönhausen besteht aus drei parallel verlaufenden Brückenteilen. Sie führt die Falkenberger Chaussee in zwei getrennten Fahrbahnen über den S-Bahnhof Hohenschönhausen und die Gleisanlagen sowie die daneben verlaufende Wartenberger Straße. Außerdem fahren die Straßenbahnlinien M4 und M17 über das Mittelteil der etwa 125 m langen und 40 m breiten Brücke. | Karten |
| | Fanny-Zobel-Brücke                                        | Baumschulenweg                 | Die Fanny-Zobel-Brücke führt die Johannisthaler Chaussee über die Stadtautobahn A 113. Die einfeldrige Stahlverbund-Deckbrücke wurde wie die benachbarte Ernst-Keller-Brücke, die den parallel zur Autobahn verlaufenden Teltowkanal überspannt (Stabbogenbrücke im Bildhintergrund), 2004 fertiggestellt. Die Brücke ist nach der durch die Nationalsozialisten vertriebenen DDP-Politikerin Fanny Zobel benannt. | Karten |
| Geländer der Fennbrücke, 1896 | Fennbrücke                                                | Moabit                         | Die Fennbrücke ist eine Straßenbrücke über den Berlin-Spandauer Schifffahrtskanal am Kilometer 10,20 der künstlichen Wasserstraße. Auf der Brücke treffen sich die Perleberger Straße und die Fennstraße zwischen Wedding und Tiergarten. Mit dem Bau des Berlin-Spandauer Schifffahrtskanals wurde hier 1859, in unmittelbare Nähe des Nordhafens, eine hölzerne Klappbrücke mit einer Durchfahrtsbreite von etwa 7,5 m errichtet. Sie wurde 1886 verbreitert, da sie den Erfordernissen des wachsenden Verkehrs nicht mehr entsprach, 1895 abgebrochen und im gleichen Jahr durch eine steinerne Brücke ersetzt. Diese erhielt den Namen Fennbrücke nach der Fennstraße. Der Name verweist auf den sumpfigen Ursprung des Geländes. Im Zweiten Weltkrieg wurde die Brücke (im oberen Bild, Zustand 1896) zerstört. In den Jahren 1950 bis 1952 wurde sie als schmucklose Spannbetonbrücke wiedererrichtet (unteres Bild, im Bogen der Bahnbrücke). | Karten |
| | Fennpfuhlbrücke                                           | Fennpfuhl                      | Die Fennpfuhlbrücke ist eine Fußgängerbrücke über die Gewässerverbindung zwischen Fennpfuhl und Langpfuhl im Ortsteil Berlin-Fennpfuhl inmitten des Fennpfuhlparks. Sie dient dem Zugang zum Ortsteilzentrum Anton-Saefkow-Platz und der Sporthalle Anton-Saefkow-Platz von Osten aus dem Bereich des Weißenseer Weges. | Karten |
| | Feuerbachbrücke                                           | Steglitz                       | Die Feuerbachbrücke führt die Feuerbachstraße über die Gleise der Stammbahn und Wannseebahn. Von der Brücke besteht mittels eines Aufzuges Zugang zum S-Bahnhof Feuerbachstraße. Der Vorgängerbau wurde als Schwarze Brücke bezeichnet. | Karten |
| | Finkenwegbrücke                                           | Rahnsdorf (Neu-Venedig)        | Die 1994 errichtete Stahlverbundkonstruktion trägt Geländerschmuck mit stilisierten Vögeln. Sie führt den Finkenweg über den Kanal VI. | Karten |
| | Finsterwalder Brücke                                      | Märkisches Viertel             | Die Brücke führt die Finsterwalder Straße über das Seggeluchbecken. | Karten |
| Sie führt die Kreuzritterstraße über die Eisenbahn, Blick über die Brücke nach Westen von der Burgfrauenstraße aus.                    | Fischgrundbrücke                                          | Frohnau                        | Die Fischgrundbrücke führt den Straßenzug Kreuzritterstraße / Im Fischgrund über die Berliner Nordbahn. Bereits Anfang der 1900er Jahre befand sich hier eine drei Meter breite Schwarze Brücke mit mehreren Leckstellen und Mängeln, so wurde im Februar 1909 der Ersatz durch eine 15 Meter breite Brücke vorgeschlagen. „Die neu aufgebaute ‚Schwarze Brücke‘ wird am Sonnabend [7. Mai 1910] für den Verkehr freigegeben, […]“. Zu dieser Brücke gab es die Legende „Wer über diese Brücke geht und gelogen hat, bricht sich das Bein“, weshalb auch der Begriff Lügenbrücke genutzt wurde. Bis zum 11. April 1986 hieß die Brücke Kreuzritterbrücke, da die Kreuzritterstraße bis zur Burgfrauenstraße führte. | Karten |
| Ansicht des südlichsten Brückenteils                                                                                                   | Flaischlenbrücke                                          | Karow                          | Die Flaischlenbrücke besteht aus drei parallelen Bahnbrücken, die den Pankewanderweg, der zum Teil auf der Krontaler Straße liegt, und die Panke überqueren. Die südöstliche ist etwa 17 m von den anderen beiden Bahnbrücken entfernt und mit einem Fußsteig versehen. Die Brückenlängen betragen im Mittel 19 m, die Breiten 12 m und 4,2 m. | Karten |
| Empfangsgebäude des S-Bahnhofs Berliner Olympiastadion an der Flatowbrücke                                                             | Flatowalleebrücke                                         | Westend                        | Die Brücke führt die Flatowallee kurz vor dem Südtor des Olympiastadions über die Gleise der Spandauer Vorortbahn. Die 47 m lange und 36 m breite Stahlbetonkonstruktion stammt aus dem Jahr 1979. Sie hat je vier Fahrstreifen, einen breiten Mittelstreifen und breite Bürgersteige. Vier etwa 15 m hohe Lampen beleuchten das Bauwerk, das mit schlicht geschmückten schmiedeeisernen Geländern ausgestattet ist. Der östliche Brückenkopf bildet den Zugang zur Empfangshalle (im Bild) des bei Großveranstaltungen stark frequentierten S-Bahnhofs Olympiastadion. Die Vorgängerbrücke war 1936 als Reichssportfeldbrücke gebaut worden (Nummer 7384). Nach massivem öffentlichen Druck mit entsprechenden parlamentarischen Anfragen im Abgeordnetenhaus wurden die Reichssportfeldstraße am 21. Februar 1997 in Flatowallee und die Brücke am 4. März 1997 in Flatowalleebrücke umbenannt. Sie erhielten den Namen der jüdischen Turner Alfred und Gustav Felix Flatow, die im KZ Theresienstadt ermordet wurden. | Karten |
| | Fließbrücke                                               | Tegel                          | Die Brücke über das Tegeler Fließ (Straßennummer 7409) wurde am 10. Mai 1990 in Fließbrücke (7475) umbenannt. Sie führt in Tegel die Karolinenstraße über das Tegeler Fließ. Die Brücke führt mit 18 Meter Länge über das 7 Meter breite Fließbett, sie ist auf Grund der hier noch zweistreifigen Straße mit Mittelstreifen und breiten Gehwegen 40 Meter breit. In geringer Entfernung zur Fließbrücke befindet sich 40 Meter unterhalb die 12 Meter breite namenlose Brücke der Straße An der Mühle, die noch 15 Meter unter dem Mühlengebäude hindurchführt. Südlich der Fließbrücke führt eine 39 Meter breite namenlose Brücke die Berliner Straße über den Nordgraben. Der Humboldtpfad (Nummer 10 der 20 „Grünen Hauptwege“) im Osten des Tegeler Hafens (Tegeler See) von der Gabrielenstraße über den 15 Meter langen Gabrielensteg (17212) zur Humboldtinsel. Der ebenfalls 15 Meter lange Mühlensteg (17211) führt von der Humboldtinsel im Hafenbereich über das Südfließ zum Tegeler Hafen. Nach Süden schließt sich der 13 Meter lange Karolinensteg (17210) über den Nordgraben und der 24 Meter lange Wilhelmsteg (17208) zur Tegeler Insel an. Von deren Ostufer führt der 32 Meter lange Alexandersteg (17207) zum Fußgängerbereich am Südufer des Tegeler Hafens und zur Straße Am Tegeler Hafen, an der Westseite der Tegeler Insel führt der 13 Meter lange Georgsteg (17209) zum Südufer.                                                                                                   | Karten |
| | Fließbrücke am Freibad                                    | Hermsdorf                      | Die Straße Am Freibad überquert das Tegeler Fließ. | Karten |
| | Fließbrücke Artemisstraße                                 | Waidmannslust                  | Die Brücke führt die Artemisstraße über das Tegeler Fließ. | Karten |
| | Fließbrücke (Erpe)                                        | Friedrichshagen                | Die Brücke (Nummer im Regionalen Bezugssystem (RBS) 49621) führt im LSG Erpetal einen Fuß-, Rad- und WanderWeg über das Neuenhagener Mühlenfließ. Sie verbindet die Straße Hinter dem Kurpark (KGA Am Kurpark) mit den nordwestlich der Erpe liegenden Gartengrundstücken und dem Wiesenweg in der Kolonie Erpetal. Die Länge dieses drei Meter breiten Brückenstegs zwischen den Uferwegen beträgt 17 Meter, die Länge der eigentlichen Überbrückung des hier fünf bis sechs breiten Fließes neun Meter. | Karten |
| | Fließsteg am Bahndamm                                     | Waidmannslust                  | Der Steg überquert das Tegeler Fließ in der Nähe des Bahndamms der Nordbahn. | Karten |
| Detail der Föhrer Brücke, 1912 · Föhrer Brücke 2010, im Hintergrund Westhafenspeicher                                                  | Föhrer Brücke                                             | Moabit                         | Die Brücke führt den Straßenzug Putlitzstraße–An der Putlitzbrücke–Föhrer Straße nördlich des Westhafens über den Berlin-Spandauer Schifffahrtskanal und verbindet das Nordufer mit der Friedrich-Krause-Straße. Sie trägt wie die Straße den Namen der nordfriesischen Insel Föhr. Erbaut wurde die Brücke nach Plänen des Architekten Arno Koernig und des Bauingenieurs Friedrich Krause in den 1910er Jahren. Die Kunstschmiedearbeiten (Masten, Leuchten) stammen aus der Werkstatt von Otto Schultz. – Das obere Bild zeigt ein Brückendetail von 1912, das untere den südlichen Teil der Brücke im Jahr 2010. | Karten |
| | Frankfurter Brücke                                        | Biesdorf                       | Die Frankfurter Brücke führt die Straße Alt-Biesdorf im Verlauf der Bundesstraße B 1/B 5 über die Wuhle. | Karten |
| | Frauentogbrücke                                           | Köpenick                       | Die Frauentogbrücke führt die Müggelheimer Straße über den Kietzgraben. | Karten |
| | Freybrücke                                                | Wilhelmstadt                   | Die Freybrücke ist eine Stahl-Bogenbrücke über die 60 Meter breite Havel und den Havelseenweg im Spandauer Ortsteil Wilhelmstadt. Die denkmalgeschützte Brücke aus den Jahren 1908/1909 ist Teil der Heerstraße (Bundesstraße 2/5) und verbindet Pichelsdorf mit dem Pichelswerder. Es ist mit 50.000 Autos, die täglich diese Brücke überqueren, eine wichtige Anbindung Spandaus an die Berliner Innenstadt. Bei einer Prüfung im Jahr 2008 war der Zustand als marode erkannt worden. 2014 erfolgte deshalb die Sperrung der Brücke für LKW und Busse mit mehr als 18 Tonnen Gesamtgewicht und eine Geschwindigkeitsbegrenzung auf 30 km/h. Im Mai 2014 wurden zwei Ersatzbrücken eingezogen, die dann durch Vorlandbrücken mit den Fahrbahnen der Heerstraße verbunden wurden. „Weil die 100 Jahre alte Freybrücke in Spandau marode ist, hat die Polizei den LKW-Verkehr dort gesperrt. Auch die Busse der BVG dürfen die Brücke nicht mehr befahren.“ Die alte Brücke wird abgerissen und neu errichtet. Neben dem Verkehr auf der Brücke liegen Strom-, Wasser- und Telekommunikationsleitungen unter der Brücke, die für die Versorgung von Spandau bedeutsam sind. Der Neubau ist Teil des Verkehrsprojekts Deutsche Einheit Nr. 17 (Wasserstraßenverbindung Hannover-Magdeburg-Berlin). Für den gesamten Verkehrsbau an der Brücke sind 33 Millionen Euro geplant, wovon das Land Berlin 5,4 Millionen Euro trägt. Davon sind für die beiden Ersatzbücken und deren Anbindung neun Millionen Euro nötig. | Karten |
| | Friedenauer Brücke                                        | Schöneberg                     | Die Friedenauer Brücke führt die Saarstraße über die Stammbahn und die Stadtautobahn A 103. | Karten |
| Friedenswegbrücke vom Buchholzer Brückenkopf am Nordufer des Nordgrabens – entlang der Brücke auf den Nordgraben in Richtung Rosenthal | Friedenswegbrücke                                         | Französisch Buchholz/Rosenthal | Die Friedenswegbrücke ist eine Fußgängerbrücke über den Nordgraben. Sie ist benannt nach dem Friedensweg, heute der Anlagenweg auf der Rosenthaler Seite, der vor dem Anlegen des Nordgrabens einen Anschluss zur heutigen Nisbléstraße hatte. Sie liegt mit dem Nordende auf dem Gebiet von Französisch Buchholz und mit dem Südende in Niederschönhausen. Die Ortsteilgrenzen innerhalb des Bezirks Pankow wechseln über den Nordgraben, so gehört der südliche Teil der Brücke zwischen dem Südbrückenkopf (in Rosenthal) und der Mitte des Nordgrabens zu Blankenburg. Der Uferbereich wird durch die Kante des hier etwa 10 Meter tief eingesenkten Nordgrabens bestimmt. Auf Grund dieser Lage besitzt die Brücke über dem 5 Meter breiten Nordgraben eine Länge von 44 Metern und eine nutzbare Breite von 3 Metern. Über diese Brücke wechselt die Humboldt-Spur (Nr. 16) aus dem System der 20 Hauptwanderwege Berlins von der südöstlichen Führung in Französisch Buchholz über den Nordgraben zur nordwestlichen Führung in Rosenthal. | Karten |
| | Friedrich-Gerlach-Brücke                                  | Schöneberg                     | Die Friedrich-Gerlach-Brücke führt den Sachsendamm über eine Bauvorleistung für eine Verlängerung der Stadtautobahn A 103 in Richtung Norden. Benannt ist die Brücke nach dem Bauingenieur und ehemaligen Schöneberger Stadtbaurat Friedrich Gerlach (1856–1938). | Karten |
| | Friedrich-Haak-Brücke                                     | Schöneberg                     | Die Friedrich-Haak-Brücke führt die Reichartstraße über die Stadtautobahn A 100. Benannt ist die Brücke nach dem Pädagogen Friedrich Haak (1879–1954). | Karten |
| | Friedrichsbrücke                                          | Mitte                          | Die Friedrichsbrücke überquert die Spree zwischen Alt-Berlin und Cölln. Sie verbindet die Anna-Louisa-Karsch-Straße mit der Bodestraße. Seit ihrer ersten Errichtung 1703 wurde die Friedrichsbrücke mehrfach vollständig erneuert und steht unter Denkmalschutz. | Karten |
| Widerlager der ehemaligen Brücke am Kanalnordufer 2009                                                                                 | Fritz-Schweitzer-Brücke                                   | Zehlendorf                     | Die Fritz-Schweitzer-Brücke, manchmal auch Wupperbrücke genannt, führte bis zu ihrer Sprengung durch die deutsche Wehrmacht am Ende des Zweiten Weltkrieges die Wupperstraße von Schönow über den Teltowkanal nach Teltow. Auf beiden Seiten des Kanals sind Pfeiler- und Widerlagerreste aus roten Ziegelsteinen erhalten geblieben. Nach dem Scheitern eines ersten Angriffs im Bereich Lichterfelde gelang der 1. Ukrainischen Front unter Marschall Konew am 24. April 1945 an der Fritz-Schweitzer-Brücke der erste Brückenschlag über den Kanal; mittags erreichten die sowjetischen Panzer Zehlendorf-Süd. Ihren Namen trug die Brücke nach dem Zehlendorfer Gemeindevorstand Fritz Schweitzer, Mitglied der Kreis-Kanalkommission. | Karten |
| Vom Ludolfingerplatz nah Osten über die Brücke                                                                                         | Frohnauer Brücke                                          | Frohnau                        | Die Frohnauer Brücke führt zwischen Ludolfingerplatz und Zeltinger Platz über die Berliner Nordbahn. Die unterscheidenden Straßennamensschilder stehen auf der Brücke, vom nördlichen Bahnsteigende am S-Bahnhof Frohnau besteht ein Zugang zur Frohnauer Brücke. Der Name wurde im Jahre 1981 vergeben, zuvor hieß sie Bahnhofsbrücke und war namenlos. Beim Anlegen der Frohnauer Brücke im Jahre 1909 legte man die Bahngleise tiefer, schüttete die Umgebung auf und baute die Straßenbrücke als Verbindung der beiderseits der Bahn gebauten Ortsteile. Am 24. Mai 1910 lautet ein Eintrag in der Hermsdorf-Waidmannsluster und Frohnauer Zeitung „Der Bau der großen Eisenbahnbrücke schreitet schnell vorwärts und dürfte bald beendet sein.“ Beim Vordringen der sowjetischen Truppen nach Berlin sollte auch die Frohnauer Brücke gesprengt werden, was zwar gelang, aber nur einen harmlosen Schaden verursachte. | Karten |
| | Fürstenbrunner Brücke                                     | Westend                        | Die Fürstenbrunner Brücke führt den Fürstenbrunner Weg über die Lehrter und Hamburger Bahn. | Karten |
| | Fußgängerbrücke Alt-Friedrichsfelde                       | Friedrichsfelde                | Die Fußgängerbrücke überbrückt in Höhe der Robert-Uhrig-Straße die Straße Alt-Friedrichsfelde. Sie wurde 1979 errichtet, als die B 1/B 5 in diesem Bereich „autogerecht“ als achtstreifige Ausfallstraße in Richtung Osten ausgebaut wurde. Bei den Sanierungsarbeiten an der Straße Mitte der 1990er-Jahre wurde auch die Betonbalkenkonstruktion mit ihren beidseitigen Treppenaufgängen erneuert und mit Rampen zur bequemen Nutzung versehen. Sie ist 180 m lang und 3 m breit. | Karten |
| | Fußgängerbrücke im Sewanstraßenviertel                    | Friedrichsfelde                | Die Fußgängerbrücke befindet sich im Wegebereich zwischen Michiganstraße (West) und dem südlichen Ast der Sewanstraße (Ost). Sie überspannt den Kraatz-Tränke-Graben und ist etwa zwei Meter breit. Das aus Stahlbeton geformte Bauwerk ist rund zehn Meter lang. | Karten |
| | Fußgängerbrücke Colmarer Steg                             | Zehlendorf                     | Die Fußgängerbrücke Colmarer Weg führt in südlicher Verlängerung des Colmarer Weges über die Stammbahn. | Karten |
| | Fußgängerbrücke Gerosteig                                 | Rudow, Altglienicke            | Die Brücke liegt zwischen den beiden Tunneln Rudower Höhe und Altglienicke und überquert die BAB 113. Sie ist eine Stahl-Trogkonstruktion mit außen liegenden Vollwandträgern. | Karten |
| | Fußgängerbrücke nach Hessenwinkel                         | Rahnsdorf                      | Die Fußgängerbrücke nach Hessenwinkel, bekannter als Russenbrücke wurde 1953 gebaut. Sie führt über die Ursprungsspree, heute Alter Spreearm genannt. Nach einer Nutzung von mehr als 45 Jahren wurde sie 1999 umfangreich saniert und einige Teile wurden erneuert. | Karten |
| | Fußgängerbrücke Kastanienallee                            | Hellersdorf                    | Die Fußgängerbrücke Kastanienallee führt in südlicher Verlängerung der Kastanienallee über die im Einschnitt verlaufende Trasse der U-Bahn-Linie U5 zum Boulevard Kastanienallee. | Karten |
| | Fußgängerbrücke Kolonie am Bahndamm                       | Steglitz                       | Die Fußgängerbrücke liegt unmittelbar östlich der Bahnbrücke der Dresdener Bahn über den Teltowkanal. Ein Wanderweg zwischen der Ringstraße und der Lankwitzer Straße überquert die Brücke. | Karten |
| | Fußgängerbrücke Krontaler Steg                            | Karow                          | Der Steg überbrückt die Panke. Es handelt sich um eine Stahlkonstruktion mit Stahlhauptträgern und Stahlendquerträgern, darauf eine Stahlbetonplatte mit Gussasphalt. | Karten |
| | Fußgängerbrücke Storkower Straße                          | Prenzlauer Berg                | Bereits kurz nach der Eröffnung des Zentralviehhofs am 1. März 1881 wurde auch der Bahnhof Zentralviehhof eröffnet. Zum Erreichen des Viehhofs vom S-Bahnhof über die vier Gleise des Entladebahnhofs wurde eine etwa 100 Meter lange hölzerne Fußgängerbrücke errichtet. Fußgänger zum Wohngebiet an der Eldenaer Straße mussten auf der restlichen Strecke die Viehbetriebe passieren. Ab 1928 wurde deshalb eine 505 m lange Brücke gebaut, die die komplette Strecke vom Bahnhof zur Eldenaer Straße überspannte. 2002 ließ der Berliner Senat die Fußgängerbrücke verkürzen und sanieren. Die Brücke ist jetzt 152,4 m lang. | Karten |
| | Fußgängerbrücke über den Landwehrkanal (vorläufiger Name) | Kreuzberg                      | Im Jahr 2006 gab es in Realisierung des Städtebaulichen Vertrags zwischen den Investoren am Potsdamer Platz und Leipziger Platz sowie dem Land Berlin einen „beschränkten Architektenwettbewerb“ zu einer neuen Fußgängerbrücke. Das zwischen der George-C.-Marshall-Brücke und der Köthener Brücke über den Landwehrkanal führende Bauwerk ist für Fußgänger und Radfahrer geplant bei gleichzeitiger Aufenthaltsmöglichkeit direkt auf der Brücke. Die Brücke zwischen Tilla-Durieux-Park und Park am Gleisdreieck gilt gleichzeitig als wichtiger Bestandteil des stadträumlich übergeordneten Nord-Süd-Grünzuges. Der Siegerentwurf stammt von einem Architektenkonsortium (Klähne Beratende Ing. im Bauwesen GmbH (Berlin), Max Dudler sowie den Potsdamer Landschaftsplanern freiräumer N. Köhler). Eine Anwohnerinitiative nennt die 1,25 Millionen Euro teure neue Kanalbrücke „Schildbürgerbrücke“ und hält die Realisierung für unnötig. Im Jahr 2010 begannen erste Vorbereitungsmaßnahmen für die Z-förmige Brückenkonstruktion. |        |
| | Fußgängersteg Britzer Tor                                 | Britz                          | Die Fußgängerbrücke aus dem Jahr 2000 überquert den Britzer Damm im Verlauf des Grünzuges über dem Tunnel (Carl-Weder-Park) der Stadtautobahn A 100 an der Anschlussstelle Britzer Damm. Der Name Britzer Tor wurde gewählt, weil hier kurz nach dem Übergang der Hermannstraße in den Britzer Damm Neukölln endet und Britz beginnt. | Karten |
| | Fußgängerbrücke (1) über den Heidekampgraben              | Alt-Treptow                    | Die Fußgängerbrücke befindet sich im Treptower Park, der vom nördlichen Heidekampgraben durchflossen wird. | Karten |
| | Fußgängerbrücke (2) über den Heidekampgraben              | Alt-Treptow                    | Die Fußgängerbrücke befindet sich im Treptower Park, der vom nördlichen Heidekampgraben durchflossen wird. | Karten |
| | Fußgängerbrücke (3) über den Heidekampgraben              | Alt-Treptow                    | Die Fußgängerbrücke befindet sich im Treptower Park, der vom nördlichen Heidekampgraben durchflossen wird. | Karten |
| | Fußgängersteg Zenner                                      | Alt-Treptow                    | Die Fußgängerbrücke befindet sich an der Spree beim Gasthaus „Zenner“. Sie besteht aus Walzträgern, darauf eine Stahlbetonplatte mit Gussasphaltbelag. | Karten |